# John Graham Ramsay
John Graham Ramsay (Londres, 7 de junho de 1931 - Zurique, 12 de janeiro de 2021) foi um geólogo britânico. É considerado um dos principais geólogos estruturais do século XX.

## Biografia
Concluiu em 1952 seus estudos de nível universitário no Departamento de Geologia da Imperial College de  Londres e, em 1954, obteve seu título de Ph.D.
Em 1957, após ter cumprido o serviço militar passou a trabalhar na Imperial College. Em seguida, assumiu como professor na Universidade de Londres e na Universidade de Leeds. De 1977 a 1992 foi professor de Geologia  na Eidgenössische Technische Hochschule e Universidade de Zurique, onde  atualmente é professor emérito, além de  professor honorário  na Universidade de Cardiff, País de Gales.
Foi membro de várias sociedades científicas e homenageado com várias concessões científicas, entre elas foi laureado com a Medalha Bigsby de 1973 e a Medalha Wollaston de 1986, ambas pela Sociedade Geológica de Londres.

## Morte
John morreu em 12 de janeiro de 2021, aos 89 anos em Zurique.

## Obras
- "Folding and fracturing of rocks", 1967
- "Geology of some classic British areas : Snowdonia" com David Williams, 1968
- "Techniques of modern structural Geology" com Martin Huber e Richard Lisle